# Cadaujac
Cadaujac egy francia település Gironde megyében az Aquitania régióban. Lakosainak száma 6784 fő (2022. január 1.). Lakosai "Cadaujacais"-nak hívják magukat

## Története
Már a kelta időkben létezett egy település Cadaujac helyén. A régészek sok gall-római maradványt is találtak. A középkorban a barbárok és a szaracénok is feldúlták a települést. A XVIII. századtól folyamatosan fejlődött a település elsősorban Bordeaux közelségének és a kereskedelemnek köszönhetően.

## Adminisztráció
Polgármesterek:
- 1989–2007 Gilbert Rousselot (UMP)
- 2007–2020 Francis Gazeau

## Demográfia
| Lakosok száma | 2152 | 2823 | 4137 | 4688 | 5759 | 5908 | 6097 | 6464 | 6623 | 6784 |
|               | 1968 | 1982 | 1990 | 2006 | 2013 | 2015 | 2017 | 2019 | 2020 | 2022 |

## Látnivalók
- Saint-Pierre templom a XII. századból
- Bardin kastély
- Bouscaut kastély
- d'Eck kastély
- Malleret kastély

## Testvérvárosok
Portugália Sabrosa 1997-től

## Galéria

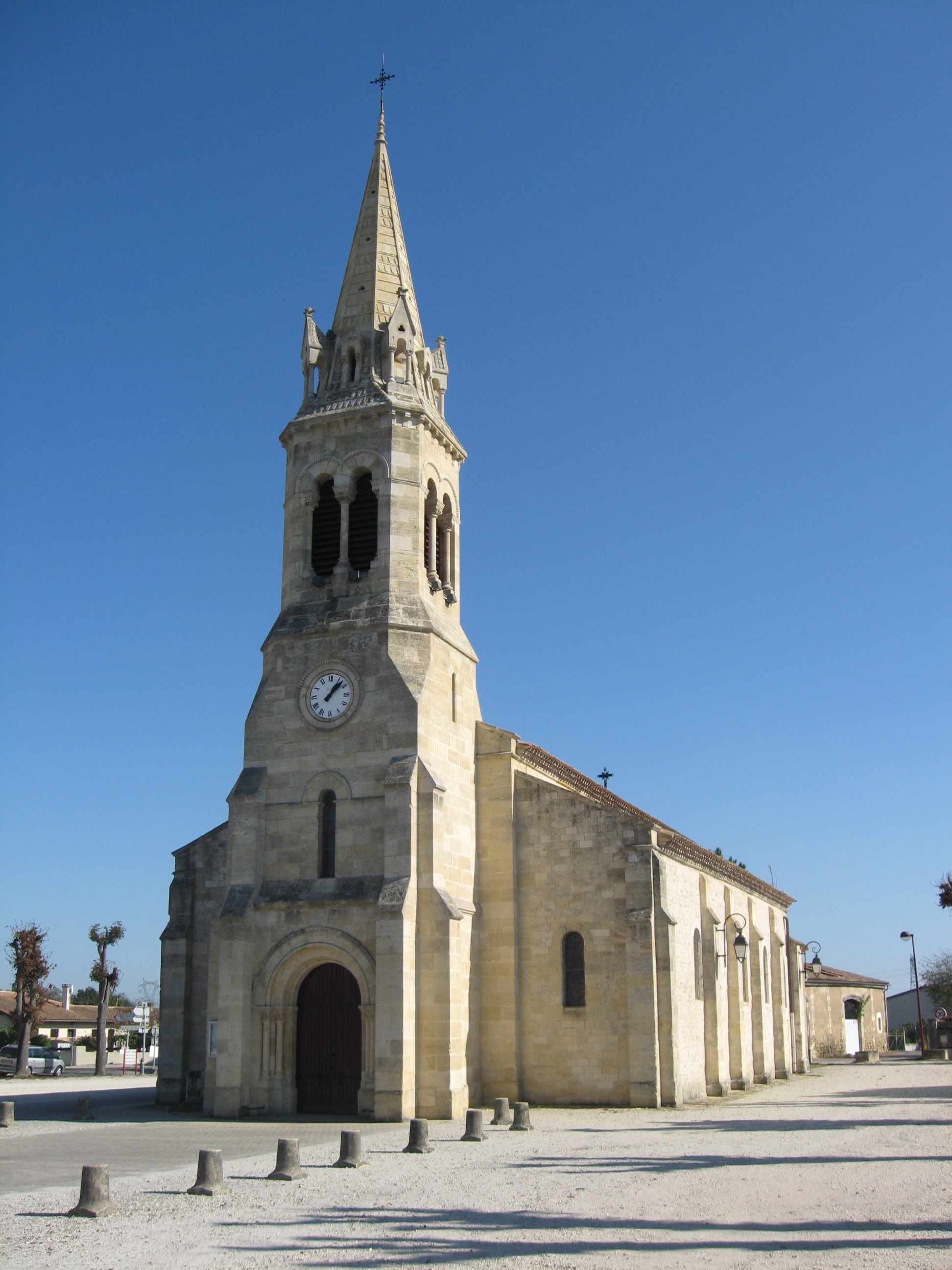
Église Saint-Pierre
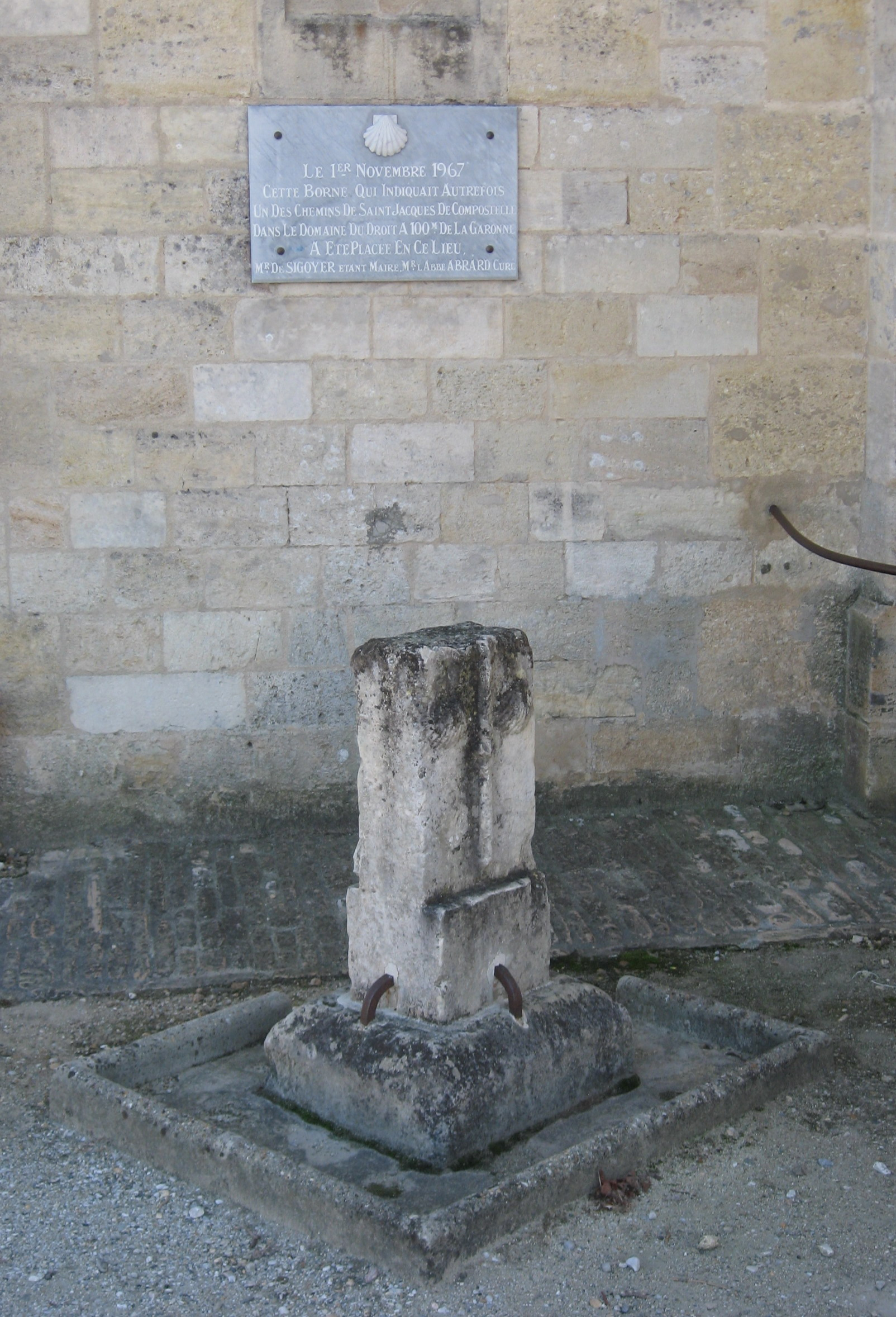
Egykori útjelző a Szent Jakab-úton
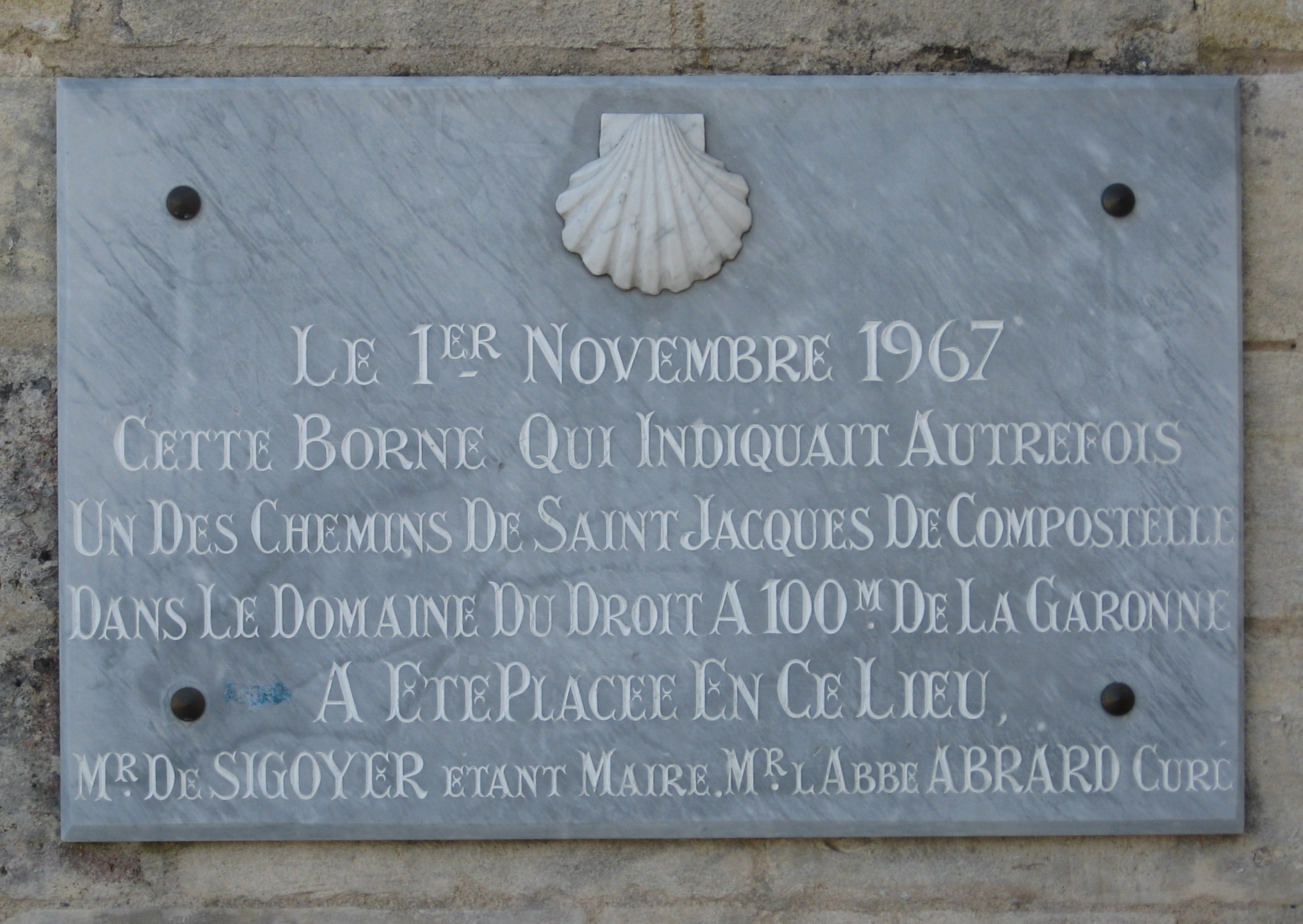
A Szent Jakab-utat jelző kagyló